# Controverse concernant Donald Trump et l'Ukraine
|  |

La controverse concernant Donald Trump et l'Ukraine, ou l'affaire Trump-Biden, également dénommée l'Ukraine-gate, l'affaire Trump-Zelensky ou encore l’affaire ukrainienne, désigne une affaire politico-judiciaire commencée en septembre 2019, après qu’un lanceur d'alerte de la communauté du renseignement des États-Unis a révélé le contenu d'une conversation téléphonique au cours de laquelle le président américain Donald Trump a demandé au président ukrainien Volodymyr Zelensky de faire déclencher une enquête sur Hunter Biden, fils de Joe Biden, ancien vice-président et candidat à la primaire démocrate en vue de l’élection présidentielle américaine de 2020.
En septembre 2019, Nancy Pelosi, présidente de la Chambre des représentants, lance une procédure de destitution contre le président Trump (impeachment). En février 2020, Trump est acquitté par le Sénat des États-Unis.

## Contexte

### Nomination de Joe Biden comme représentant de la Maison-Blanche en Ukraine
Après la révolution ukrainienne de 2014, l'administration Obama essaie de soutenir diplomatiquement le nouveau gouvernement d'Ukraine, conduit par Arseni Iatseniouk. Le vice-président américain, Joe Biden, est particulièrement impliqué dans ces efforts. Il se rend à Kiev le 22 avril 2014 et exhorte le gouvernement de l'Ukraine à diminuer sa « dépendance » envers la Russie en matière d'approvisionnement en gaz naturel. Il propose une expertise technique des États-Unis pour accroître leur production intérieure en gaz naturel.

### Activités de Hunter Biden chez Burisma

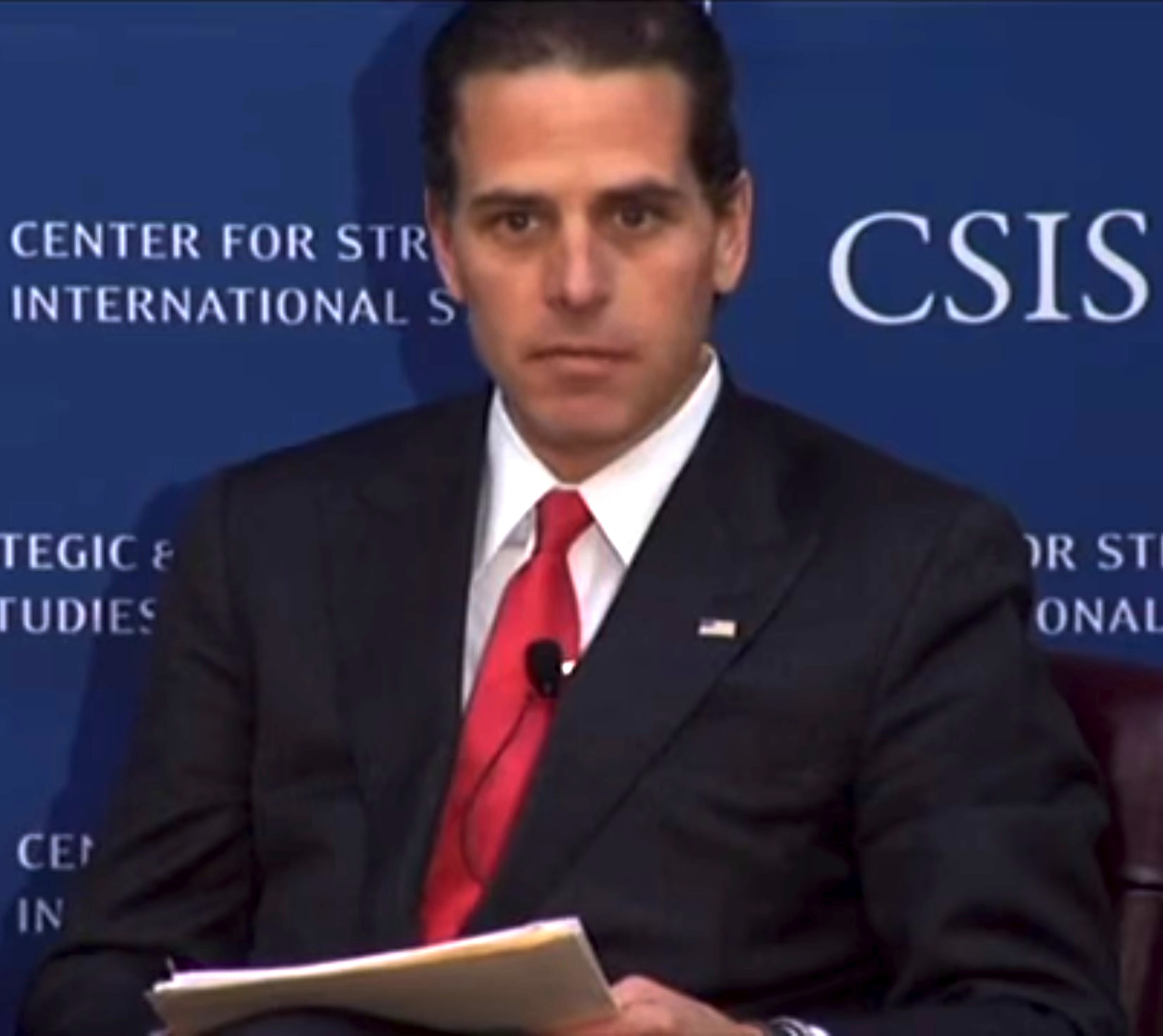
Hunter Biden en 2013.

Peu de temps après, en avril 2014, Hunter Biden, fils de Joe Biden, rejoint le conseil d'administration de Burisma Holdings (en), un regroupement de sociétés ukrainiennes dans le domaine de l'énergie. Burisma est alors le plus grand producteur non gouvernemental de gaz naturel en Ukraine,, dont le propriétaire, l'oligarque Mykola Zlochevtski, est suspecté à travers Burisma de blanchiment d'argent, d'évasion fiscale et de corruption par la justice ukrainienne et britannique.
Avocat chez Boies Schiller Flexner, le fils du vice-président américain est engagé pour aider la compagnie en matière « de transparence, de gouvernance et responsabilité des entreprises, ainsi que d'expansion internationale », alors qu'il n'a aucune expérience en Ukraine et aucune qualifications évidentes dans le secteur de l'énergie. Hunter Biden reçoit un montant variable, pouvant atteindre 50 000 dollars par mois, ce qui est, selon le Washington Post, « une somme princière pour ne rien faire (ni la société, ni Hunter Biden n’a identifié de contribution spécifique de sa part) ».
Des relevés bancaires montrent en outre que de 2014 à 2015, Burisma a effectué des virements au bénéfice de Rosemont Seneca Partners LLC, à hauteur de 166 000 $ par mois (~ 151 000 €), la société de Hunter Biden.
Le journal New York Times indique en 2015 que l'appel de Joe Biden à la lutte contre la corruption à Kiev est compromis par l'activité de son fils Hunter, qui pourrait être impliqué dans une affaire de blanchiment d'argent entachant une compagnie gazière ukrainienne.
Le 1er mai 2019, le New York Times indique que « Hunter Biden et ses partenaires américains ont pris part au vaste effort de Burisma visant à rassembler des démocrates bien connectés à une époque où la société faisait face à des enquêtes soutenues non seulement par les forces ukrainiennes mais également par des responsables de l’administration Obama »,.

### Rôle de Joe Biden
En décembre 2015, le magazine Vice écrit que l'ambassadeur américain à Kiev a appelé le gouvernement ukrainien pour protéger le propriétaire corrompu d’une entreprise énergétique qui emploie Hunter Biden.
La façon dont le procureur général Viktor Chokine s'acquitte de sa tâche déplaît aux États-Unis.
Lors d'un débat organisé en janvier 2018 par le groupe de réflexion (think tank) Council on Foreign Relations, Joe Biden raconte comment, alors vice-président, il a menacé en mars 2016 le président ukrainien Petro Porochenko de ne pas accorder un milliard de dollars d'aide si le procureur général Viktor Chokine n'était pas congédié dans les six heures,. Il déclare : « Je me souviens être allé en Ukraine 12 ou 13 fois. Une fois, j'ai dit au Premier ministre Iatséniouk et au président Porochenko que je ne libérerais pas le milliard de dollars de garantie de prêts si le procureur Chokine n'était pas viré dans les six heures. Six heures plus tard, ce fils de pute était viré. Et remplacé par quelqu'un de plus solide ». Selon le blogueur français Olivier Berruyer, « Joe Biden a menti clairement dans les affirmations qu'il fait, en particulier sur la qualité des procureurs ukrainiens », et a commis une « ingérence dans les affaires intérieures de l'Ukraine ».
Viktor Chokine est licencié le mois suivant les menaces de Joe Biden et le successeur de Chokine, Iouri Loutsenko, boucle l’enquête contre Burisma au bout de dix mois, annonçant que toutes les charges contre le propriétaire de Burisma sont abandonnées.
Certains médias considèrent que la présence de Hunter Biden dans le conseil d'administration de Burisma devait protéger la société de poursuites judiciaires.

### Soupçons de Donald Trump à l'égard des personnes mêlées à l'affaire
Le Washington Post du 22 juillet 2019 souligne que quand Joe Biden annonce en avril sa candidature à la présidence, son fils Hunter quitte son poste au sein de la plus grande société gazière privée d’Ukraine, après cinq années de service.
Selon Donald Trump et Rudy Giuliani, le motif pour lequel Joe Biden exigea la démission de Chokine était le désir de mettre fin à l'enquête sur Burisma, dont Hunter Biden était administrateur. Cette explication est contredite par des sources ukrainiennes, notamment gouvernementales, et américaines selon lesquelles ce qu'on reprochait à Chokine était au contraire son manque de diligence. D’après les partenaires de Zlochevsky, Chokine, sans montrer un grand zèle, utilisait la menace de poursuites contre Burisma comme un moyen de leur extorquer de l'argent. Chokine, lui, estime qu'il a été démis parce qu'il refusait d'abandonner l'enquête sur Burisma. Il a signé en ce sens un témoignage devant notaire publié le 26 septembre 2019 par John Solomon (en) dans les pages d'opinion du journal The Hill. Rudy Giuliani a défendu la crédibilité de Viktor Chokine sur Fox News en disant « est-ce qu'on a prouvé qu'il était corrompu ? » et « Si vous rencontrez ce gars, vous verrez qu'il n'est pas très bon en corruption parce qu'il est très pauvre ».
Le 23 septembre 2019, Donald Trump déclare que « Joe Biden et son fils sont corrompus ».

## Dénonciation
Les conversations présidentielles étant retranscrites et archivées, un signalement est formulé le 12 août 2019 par un lanceur d'alerte auprès de Michael Atkinson, inspecteur général de la communauté du renseignement. Le lanceur d'alerte, qui ferait partie des services de renseignement américains, « n'a pas été le témoin direct de l'entretien téléphonique », mais en recoupant certaines de ses informations dans le cadre des « relations régulières inter-agences », affirme que le président américain a utilisé sa fonction « pour solliciter l'ingérence d'un pays étranger dans l'élection de 2020 aux États-Unis ». Selon le lanceur d'alerte, le président américain aurait fait une « promesse troublante ».
Le 19 septembre, Michael Atkinson témoigne à huis clos devant la commission du renseignement de la Chambre, mais n'a rien pu dire. Le président démocrate de la commission du Renseignement, Adam Schiff, déplore le fait de n'avoir « obtenu aucune réponse parce que le ministère de la Justice et le Directeur du renseignement national (DNI) n'ont pas autorisé l'inspecteur général à entrer dans les détails ».
Dans leurs éditions du soir du 19 septembre 2019, le Washington Post et le New York Times affirment que le dirigeant étranger est le président ukrainien, Volodymyr Zelensky.

## Faits établis
Le 25 juillet 2019, le président Donald Trump demande lors d'une conversation par téléphone à son homologue ukrainien, Volodymyr Zelensky, d'enquêter pour savoir si l'ancien vice-président Biden a mis fin à une enquête sur une entreprise ukrainienne pour laquelle travaillait son fils Hunter Biden par ces mots transmis par les services de la Maison-Blanche : « On parle beaucoup du fils de Biden, du fait que Biden a arrêté la procédure, et beaucoup de gens veulent savoir, ce serait donc formidable si vous pouviez faire quelque chose avec le procureur général. […] Biden s'est vanté d'avoir arrêté l'accusation, alors si vous pouviez vous renseigner. […] Tout ça me semble horrible. ».
Le 20 septembre 2019, Donald Trump reconnaît avoir mentionné les noms de l'ancien vice-président et de son fils lors d'un appel téléphonique avec Volodymyr Zelensky en précisant devant les journalistes que « c'était largement sur le fait que nous ne voulions pas que nos citoyens, comme le vice-président Biden et son fils, ajoutent à la corruption en Ukraine ». Le même jour, Joe Biden exige que Trump publie la retranscription de l'appel. Le président américain et le secrétaire d'État américain Mike Pompeo sont pour que la transcription de sa conversation avec son homologue ukrainien soit rendue publique.
Le 24 septembre 2019, le compte rendu intégral de la conversation entre Donald Trump et Volodymyr Zelensky est déclassifié.

## Faits contestés

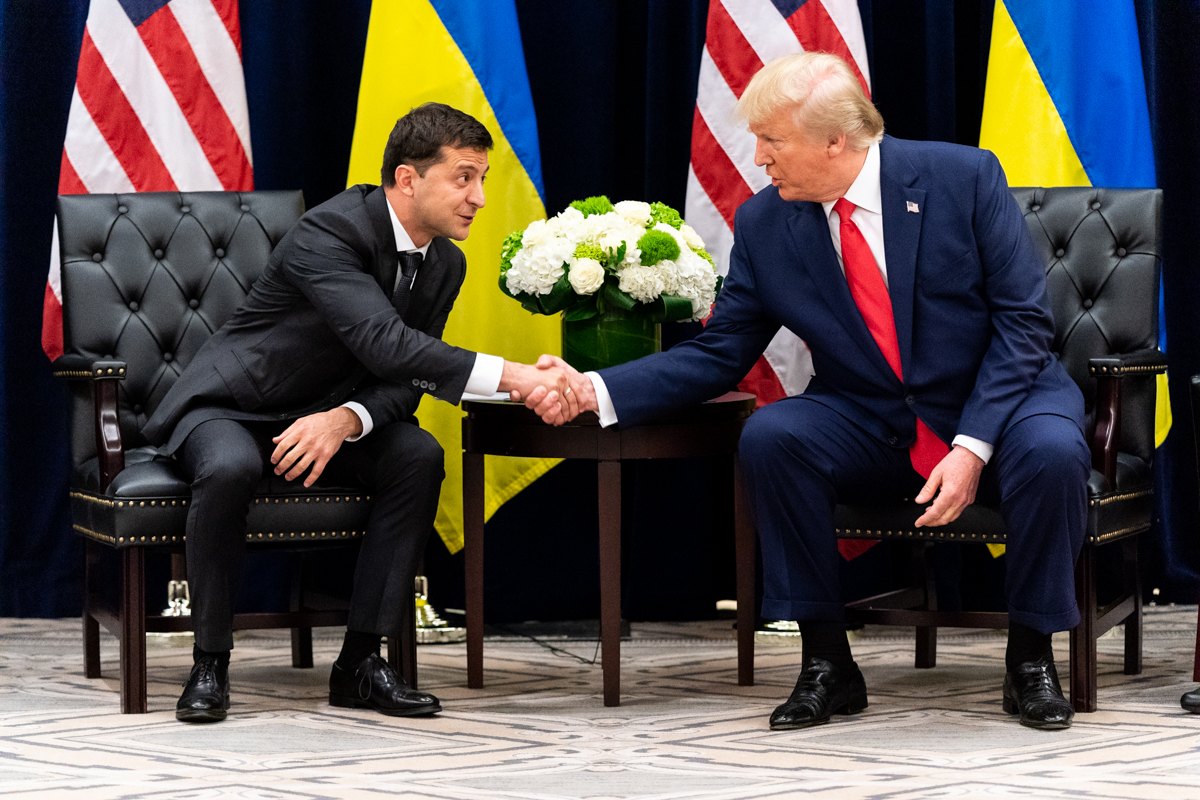
Volodymyr Zelensky et Donald Trump en septembre 2019.

Les démocrates accusent Donald Trump d'avoir utilisé un levier financier pour faire pression sur Volodymyr Zelensky. Donald Trump aurait ordonné à son chef d'état-major de suspendre quelque 400 millions de dollars sur l'aide militaire prévue pour l'Ukraine. Selon le Washington Post, les responsables ont reçu pour instruction de dire aux parlementaires que ce gel était lié à « un processus inter-organismes ». Le magazine Marianne fait remarquer que dans la transcription de la conversation téléphonique, « à aucun moment [Donald Trump] n’exige réellement des investigations anti-Biden à Zelensky et surtout il n’évoque jamais le possible gel de 400 millions de dollars d’aide militaire à l’Ukraine s’il n’obtient pas satisfaction ». Volodymyr Zelensky dément toute pression exercée sur lui, déclarant que « personne ne peut faire pression sur [lui], car [il est] président d’un pays indépendant » et que « la seule personne qui peut faire pression sur [lui], c’est [s]on fils de six ans ».
Donald Trump fournit des explications contradictoires pour justifier la suspension temporaire de cette aide. Il affirme d'abord que l'aide n'avait pas été débloquée en raison de la « corruption » dans le pays, et déclare que la conversation avec Volodymyr Zelensky était à propos du « fait que nous ne voulons pas que nos citoyens, comme le vice-président Biden et son fils, [ajoutent] à la corruption déjà présente en Ukraine ». Par la suite, il déclare que l'aide avait été initialement retenue en raison d'un manque de contribution similaire de la part d'autres nations européennes,.
Le versement prévu en 2019 de 250 millions de dollars d'aide militaire avait été ralenti par l'administration Trump, afin d'obtenir que d'autres pays « paient leur juste part », selon un haut fonctionnaire anonyme. Le 12 septembre 2019, les fonds bloqués sont finalement versés sans explication.
Le 4 octobre 2019, des SMS entourant l'affaire sont révélés. C’est notamment le cas d’un SMS de William B. Taylor Jr., un diplomate américain en poste à Kiev, qui écrit le 9 septembre 2019 à Gordon Sondland, un important donateur de la campagne Trump nommé ambassadeur des États-Unis auprès de l'Union européenne : « Comme je l’ai dit au téléphone, je trouve ça dingue de suspendre l’aide sécuritaire en échange d’un coup de main pour une campagne politique ». Gordon Sondland lui répond : « Bill, vous avez tort concernant les intentions du président Trump. Le président a été très clair, pas de contrepartie, d’aucune sorte », avant d'ajouter : « je suggère que nous arrêtions ces échanges par SMS »,.

## Réactions et conséquences

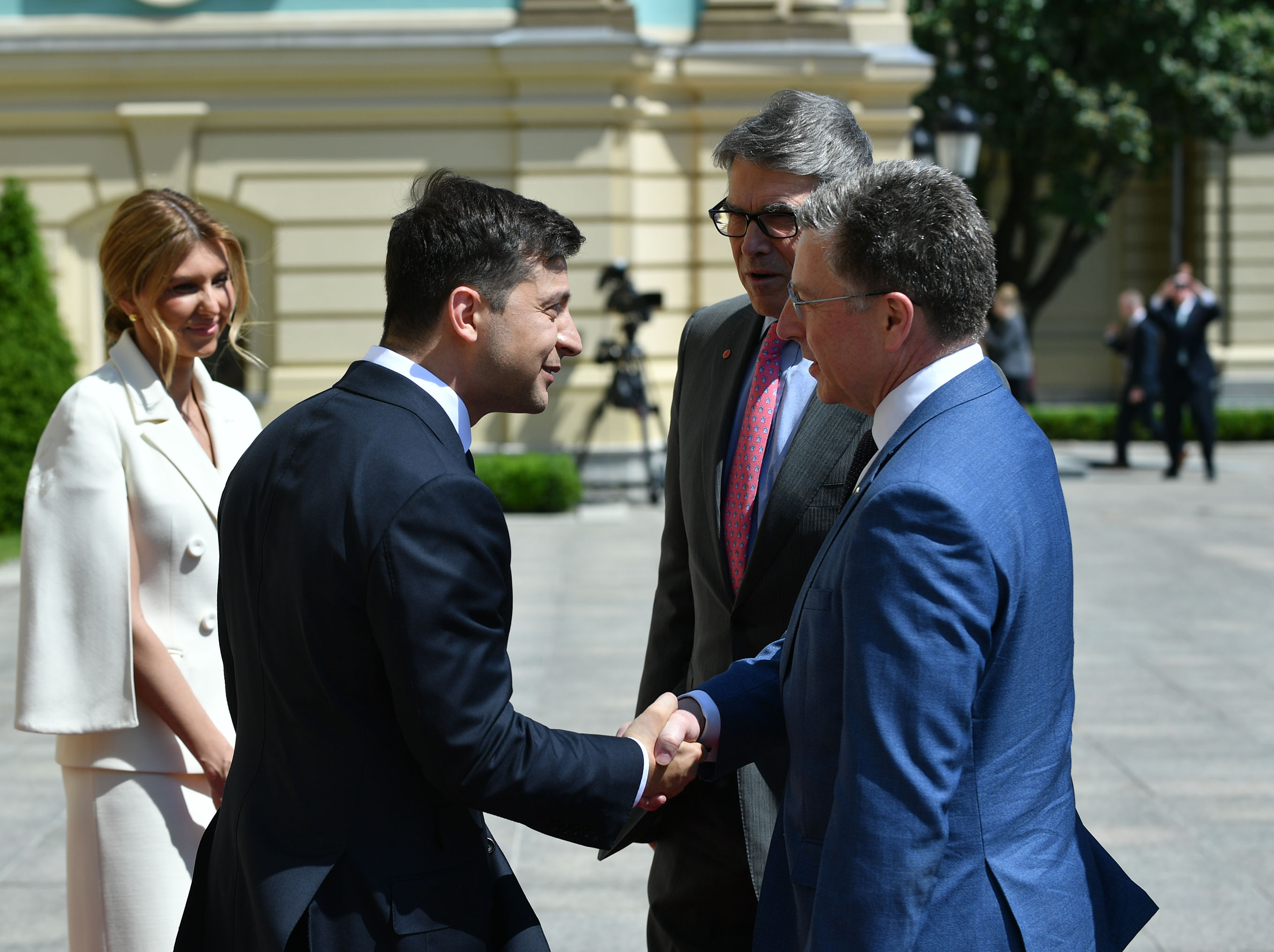
Inauguration présidentielle de Volodymyr Zelensky, 20 mai 2019. De gauche à droite : Olena Zelenska, Volodymyr Zelensky, Rick Perry, Kurt Volker.

### Conséquences

#### Aux États-Unis
Le 24 septembre 2019, Nancy Pelosi, présidente de la Chambre des représentants, annonce le lancement d'une procédure d’impeachment à l'encontre de Donald Trump, après s’y être montrée longtemps réticente en raison de ses faibles chances de succès et de sa proximité avec l’élection présidentielle de 2020,. Le 9 octobre suivant, Joe Biden lui-même appelle à la destitution de Donald Trump.
Le 27 septembre 2019, l'émissaire des États-Unis pour l'Ukraine, Kurt Volker, démissionne à la suite de sa convocation par le Congrès dans le cadre de l'enquête en vue d'une procédure de destitution contre le président Trump. Selon le lanceur d'alerte, Kurt Volker a rencontré de hauts responsables ukrainiens pour évoquer les demandes faites par Donald Trump à Volodymyr Zelensky.
Kurt Volker déclare aux enquêteurs démocrates qu'il a averti Rudy Giuliani de ne pas se fier aux « informations indignes de confiance » de la part de personnalités politiques ukrainiennes au sujet des Biden, en expliquant que ses sources, y compris l'ancien procureur général ukrainien Yuri Lutsenko, n'étaient pas fiables.

#### En Ukraine
Iouri Loutsenko, procureur à partir de mai 2016, affirme avoir rencontré l'avocat de Donald Trump pour évoquer le sujet d'Hunter Biden, mais avoir finalement décidé qu'il n'y avait pas de raison d'ouvrir une enquête contre lui. Il affirme que si une enquête est ouverte sur Joe Biden et son fils, elle doit l’être aux États-Unis et non en Ukraine. Iouri Loutsenko est limogé au mois d'août 2019 par le président Volodymyr Zelensky. Le 1er octobre 2019, une enquête est ouverte contre Loutsenko pour abus de pouvoir : il est suspecté d'avoir « autorisé un business de paris illégaux ».
Le 4 octobre 2019, le parquet ukrainien, par la voix du procureur Rouslan Riabochapka, déclare réexaminer des dossiers liés au groupe gazier Burisma, impliquant notamment Mykola Zlochevsky. Le procureur Rouslan Riabochapka garantit que cette décision n’a pas été prise sous pression politique, en disant qu'« aucun politique étranger ou ukrainien ne [lui] a téléphoné ou tenté d’influencer [s]es décisions ».

### Réactions
Rudy Giuliani déclare sur Fox News que « la réalité est que si le président des États-Unis n'avait pas demandé une enquête sur ça, il n'aurait pas fait son travail » et ajoute que « Si vous rencontrez ce gars (l'ex procureur général Viktor Chokine), vous verrez qu'il n'est pas très bon en corruption parce qu'il est très pauvre ».
Le secrétaire d'État, Mike Pompeo a déclaré sur CBS que « s'il se passe quelque chose avec le président ou sa famille qui a causé un conflit d'intérêts et que le vice-président Biden s'est comporté d'une manière incompatible avec la façon dont les dirigeants devraient fonctionner, je pense que le peuple américain mérite de le savoir ».
Le sénateur Lindsey Graham, déclare qu' « il fallait que quelqu'un vérifie si Joe Biden avait illégalement fait virer le procureur» ukrainien ». Le sénateur Marco Rubio répond qu'il ne parlerait pas de Joe Biden à un dirigeant étranger, mais que cette faute n'est pas passible d'une procédure de destitution.
Le 29 septembre 2019, Donald Trump tweete : « Comme tout Américain, je mérite de rencontrer celui qui m'accuse. Cette personne était-elle en train d'espionner le président des États-Unis ? Graves conséquences ! »
Adam Schiff, un élu démocrate qui supervise l’enquête de destitution, compare Trump à un mafieux tout en le paraphrasant, le 30 septembre : « C’est comme cela qu’un chef mafieux parle : qu’avez-vous fait pour nous ? Nous en avons tellement fait pour vous mais cela n’est pas très réciproque. J’ai un service à vous demander ». Le président américain tweete : « Adam Schiff a fait, illégalement, une déclaration fausse et terrible, sur mon échange avec le président ukrainien, en assurant que c'était moi qui l'avais tenue. Cela n'a rien à voir avec ce que j'ai dit. Doit-il être arrêté pour trahison ? ». Le quotidien Les Échos juge les déclarations d'Adam Schiff dignes d'un dialogue de Martin Scorsese, mais admet que ce ne sont pas ceux que Donald Trump a réellement tenus, et se demande si ce genre de dialogue imaginaire a sa place au Congrès.
Un prédicateur baptiste du Texas, Robert Jeffress, déclare sur Fox News que « si les démocrates réussissent à contraindre le président à quitter son poste, cela entraînera une fracture digne de la guerre civile dont notre pays ne guérira jamais ». Donald Trump retweete les propos du pasteur. Le 1er octobre 2019, il dénonce dans un tweet un « coup d'État ».
Le 3 octobre 2019, Donald Trump annonce qu'il pourrait demander au président chinois d'enquêter sur les Biden, pensant qu'ils « ont arnaqué la Chine et l'Ukraine ». Plus tard, Donald Trump évoque Hunter Biden en disant : « Il venait d’être viré de la Navy et soudainement, il récolte des milliards de dollars [en Chine]. Vous savez comment on appelle ça ? On appelle ça un pot-de-vin. »